# 전자식 파킹 브레이크

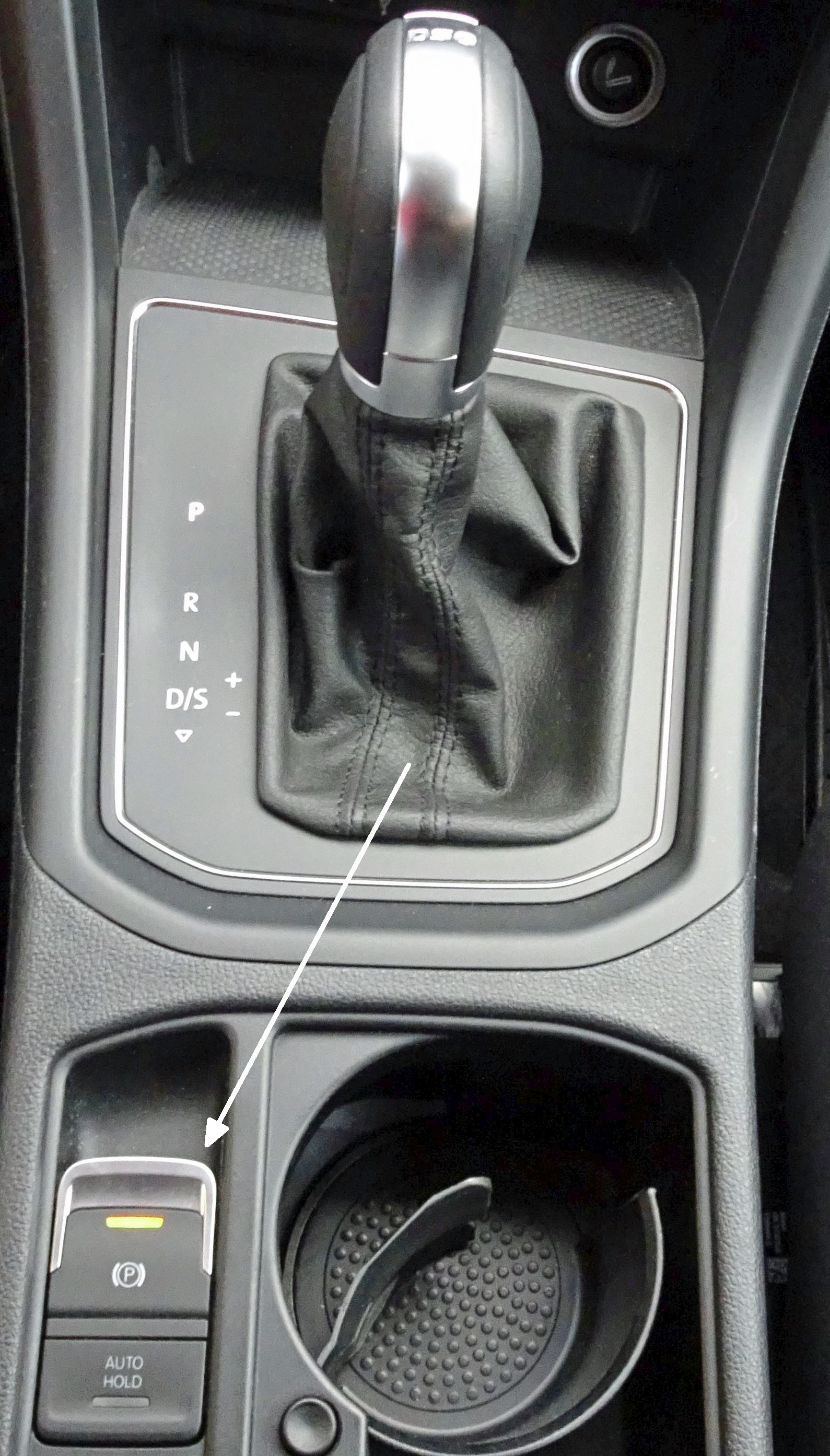
폭스바겐 투란 중앙에 있는 EPB 버튼

전자식 파킹 브레이크(EPB: Electronic Parking Brake)는 전자식으로 작동되는 브레이크이다. 전자식 파킹 브레이크는 차량이 주행을 멈추면 컴퓨터가 차량의 속도, 엔진 회전, 브레이크 동작 등을 감지해 브레이크를 잠금해준다. 전자식 파킹 브레이크(EPB)는 자동차의 상태에 따라 스스로 작동하기도 한다. 운전석 도어나 테일게이트가 열려있거나, 안전벨트가 풀리거나, 정차 후 5분이 지나는 등 차량이 움직이면 안되는 상황을 감지해서 브레이크를 작동시킨다.